# Aechmea maasii
Espèce
Classification phylogénétique
Aechmea maasii est une espèce de plantes de la famille des Bromeliaceae, endémique de la forêt atlantique (mata atlântica en portugais) au Brésil.

## Distribution
L'espèce est endémique du Brésil et se rencontre des États de Rio de Janeiro à celui de Espírito Santo.

## Description
L'espèce est épiphyte ou hémicryptophyte.